# Incarnat/Couleurs de Chevreul
Calcul des couleurs Incarnat
On ne peut qu'interprêter, et non traduire exactement, les couleurs des échevaux de laine du nuancier de Chevreul sur un écran informatique. Les couleurs présentées ne peuvent donner qu'une idée approximative des échantillons de couleur évalués par Chevreul et les spécialistes, et disposées dans son cercle chromatique.
Parmi les difficultés qui se présentent, la situation de la primaire rouge des écrans sRGB dans 1 rouge-orangé influence fortement les puretés maximales qu'on puisse atteindre. Il n'y a aucune raison que cette couleur particulière ait eu une importance pour Chevreul, mais elle contraint les représentations qu'on peut faire pour les écrans. Les calculs qu'on doit faire pour se rapprocher autant que possible des données du mémoire sont fastidieux, mais pas difficiles. La méthode qui permette d'obtenir un résultat à la fois utile et aussi fidèle que possible n'est pas rigoureuse ni unique ; on peut comparer les choix effectués à ceux d'un style d'écriture pour le texte.
Les distances entre les raies indiquées p. 48 permettent de calculer une courbe d'interpolation, du 4° degré, entre les distances et les longueurs d'onde dominantes. On place ensuite les raies indiquées dans le mémoire de Chevreul, pour que la conversion à partir de cette formule donne la bonne longueur d'onde. On peut ensuite calculer, avec la même formule, la longueur d'onde des couleurs repérées par rapport à ces raies.
Le 2 rouge est au quart de la distance de la raie C à la raie D (p. 29) ; sa longueur d'onde est donc 637,4 nanomètres ; le 4 rouge-orangé, au 3/4 de C, se calcule de la même manière à 603,9 nm, et le 2 orangé, tangent à D, à  591,4 nm. À partir de ces longueurs d'onde, les fonctions colorimétriques CIE XYZ donnent, par extrapolation cubique sur les valeurs espacées de 5 nm, des valeurs pour la lumière monochromatique.
Pour exprimer le ton de Chevreul, avec 0 pour blanc et 21 pour le noir, on a compté 100/21 de clarté CIE Lab par unité de ton. Le 6 ton vient ainsi avec une luminance de 0,428 donnant une clarté de 71,4 %, le 8 ton avec une luminance 0,303 donnant une clarté de 61,9 % de et le 10 ton avec une luminance de 0,205 donnant une clarté de 52,4 %.
On ne peut faire aucun calcul quant à la chromaticité des échantillons du nuancier de Chevreul. Pour que les couleurs soient représentables sur un écran sRGB, il faut ajouter du blanc. La méthode préférée par Chevreul pour l'éclairage des échantillons, est de diriger sur eux, à l'aide d'un héliostat et d'un système optique, un rayon de soleil. On a choisi, pour représenter cette lumière, l'illuminant D55. Pour le ton 10, qui est celui qui correspond au cercle chromatique principal de Chevreul, on en a ajouté le moins possible pour les couleurs extrêmes, obtenant une pureté colorimétrique de 0,683 côté rouge et 0.885 côté orange. Les intermédiaires sont en progression linéaire pour éviter des effets liés à la présence de la primaire au milieu. Pour les tons 6 et 8, que Chevreul obtient en lavant de blanc ses couleurs principales, on a ajouté la quantité de blanc minimale pour arriver à la clarté souhaitée.
Enfin, les longueurs d'onde interpolées entre celles qui se calculent à partir des raies ont été déterminées de telle sorte que l'angle de teinte calculée avec la représentation CIE Lab évolue linéairement entre ces bornes.
Les teintes effectivement présentées sur l'écran dépend de sa conformité aux primaires et au réglages sRGB.